# 阿罗马特姆混沌
阿罗马特姆混沌（Aromatum Chaos）被认为是一处混沌地形的深凹洼地，位于火星珍珠湾区（MC-19）克珊忒高地东端，其中心坐标为1°05′S 317°00′E / 1.09°S 317.0°E，长约 91.5公里（56.9英里），平均宽30公里（19英里），它也是溢出河道“拉维谷”的源头。
据计算，阿罗马特姆混沌底层最大深度位于边缘面以下3.45公里 （2.14英里），其中占三分之二的西部洼地区平均深约1.64公里，其余三分之一的东部区，估计深度位于边缘以下1.2±0.05公里（使用火星轨道器激光高度计数据）。因此，它的平均深度为1.49公里（0.93英里）。
阿罗马特姆混沌洼地和邻近的溢出河道拉维谷被认为是由火山-冰相互作用造成的，所涉及的堤坝和岩床组合打破了地表下的冰冻层，导致地下含水层被穿透并释放出大量的水流，反过来又造成形成阿罗马特姆混沌洼地的地壳崩塌，以及一场形成拉维谷溢出河道的灾难性洪水泛滥，据估计，这场洪水持续了2至10周。有关水流的估算，如流速、体积流率和最小总流量，请参见拉维谷页面。
阿罗马特姆混沌发生的火山与冰的相互作用，以及由此形成拉维谷溢出河道的灾难性洪水事件，也已知在火星的其他地方发生过，例如：卡塞谷和曼格拉谷。

## 另请查看
- 混沌地形
- 火星混沌地形区列表
- 火星混沌地形
- 溃决洪水
- 溢出河道
- 乌拉纽斯山